# Thierry la Fronde
Thierry la Fronde ist eine französische Abenteuerserie, die von 1963 bis 1966 in Frankreich in vier Staffeln auf ORTF 1 lief und die das Robin Hood Thema aufgriff.
Regie führten Pierre Goutas, Joseph Drimal und Robert Guez.

## Beschreibung
Die Serie spielt um 1360 im Hundertjährigen Krieg zwischen Frankreich und England. Der französische König Johann II. ist Gefangener der Engländer, die unter Führung des Schwarzen Prinzen (Sohn des englischen Königs Eduard III.) einen großen Teil Frankreichs besetzen. Thierry de Janville ist durch die Machenschaften seines Verwalters Florent um seinen adligen Besitz gebracht (den Florent dafür erhielt, dass er Thierry an die Engländer verriet) und kämpft im Untergrund gegen die als grausame Besatzer dargestellten Engländer. Er will den französischen König aus der Gewalt der Engländer befreien. Nach seiner Flucht sammelt er wie Robin Hood Geächtete um sich und versteckt sich im Wald. Seine „Lady Marian“ heißt Isabelle. Den Beinamen „la fronde“ hat er von seiner Lieblingswaffe, der Schleuder.
Die Serie lief auch in den Niederlanden („Thierry de Slingeraar“, ab 1967), Australien und Kanada. Sie ist auch 2006 als DVD herausgekommen. Der Drehbuchautor Jean-Claude Deret, der auch den Bösewicht der Serie spielt,  veröffentlichte ein gleichnamiges Buch 1964 bei Hachette.
Die Musik stammt von Jacques Loussier („Marche de Compagnons“ als Titelmelodie, gesungen von Jean-Claude Drouot).
Regie führten in den ersten beiden Staffeln Robert Guez und in den letzten beiden Pierre Goutas.

## Erwähnenswertes
- In einer Folge spielt auch die spätere Schauspielerin und Regisseurin Isabelle Breitman (auch als „Zabou“ bekannt), Tochter der franko-kanadischen Schauspielerin Céline Léger und von Jean-Claude Deret, als Baby mit.
- Die Fernsehserie wurde als französische Antwort auf die große Zahl angloamerikanischer Serien in den späten 1950er und frühen 1960er Jahren entwickelt. Sie wurde dermaßen beliebt, dass sie den Vornamen ihres Protagonisten zu einem der populärsten Jungennamen der späten 1960er Jahre machte.

## Episoden

### Staffel 1 (1963)
1. Hors-la-loi
2. Les Compagnons de Thierry
3. Le Sabot d'Isabelle
4. Le Fléau de Dieu
5. Le Trésor du Prince
6. Le Filleul du Roi
7. La Trahison de Judas
8. Thierry et le Fantôme
9. La Trêve de Pâques
10. Ogham
11. Le Duel des chevaliers
12. Prisonniers
13. Les Compagnons à Paris

### Staffel 2 (1964)
1. Les Reliques
2. L'Héritage de Pierre
3. Le Royaume des enfants
4. Pierre précieuse et perle fine
5. Nous irons à Pontorson
6. Thierry contre les compagnons
7. Thierry et l'Archiprêtre
8. Les Espions
9. La Chronique oubliée
10. L'Enfant d'Édouard
11. La Bague du Dauphin
12. Une journée tranquille
13. Brétigny

### Staffel 3 (1965)
1. Le Retour de Thierry
2. Les Héros
3. Le Château mystérieux
4. Le diable ne meurt jamais
5. Toque y si gausse
6. La Mission secrète de Taillevent
7. Les Tuchins
8. Le Signe du sagittaire
9. Thierry mourra demain
10. La Chanson d'Isabelle
11. Les Secrets du prieur
12. La Ville morte
13. La Route de Calais

### Staffel 4 (1966)
1. Fausse Monnaie
2. Arsenic et Damoiselle
3. L'Échafaud
4. La Dent de Saint-Liphard
5. Moi, le roi !
6. L'Ogre de Brocéliande
7. Jouets dangereux
8. Échec au roi
9. La Fourche du Diable
10. Le Trésor des Templiers
11. Ces Dames de Pontorson
12. Le Drame de Rouvres
13. La Fille du Roi